# Greci caucazieni
Comunități grecești s-au stabilit în zona Caucazului de nord, în Transcaucazia și în estul Anatoliei în perioada antecreștină și antebizantină, mai ales în calitate de comercianți, clerici creștin-ortodocși, refugiați sau mercenari care au susținut partea greșită în multe războaie civile din perioada clasică/elenistică și romană târzie/bizantină. Un exemplu notabil de grec caucazian pre-modern este episcopul grec din secolul al VI-lea, Cyrus al Alexandriei, originar din orașul Phasis aflat astăzi în Georgia. Cu toate acestea, acești coloniști greci din Caucaz au fost asimilați de populația indigenă și în special de cea din Georgia, cu care grecii bizantini împărtășeau aceeași credință religioasă creștin-ortodoxă.

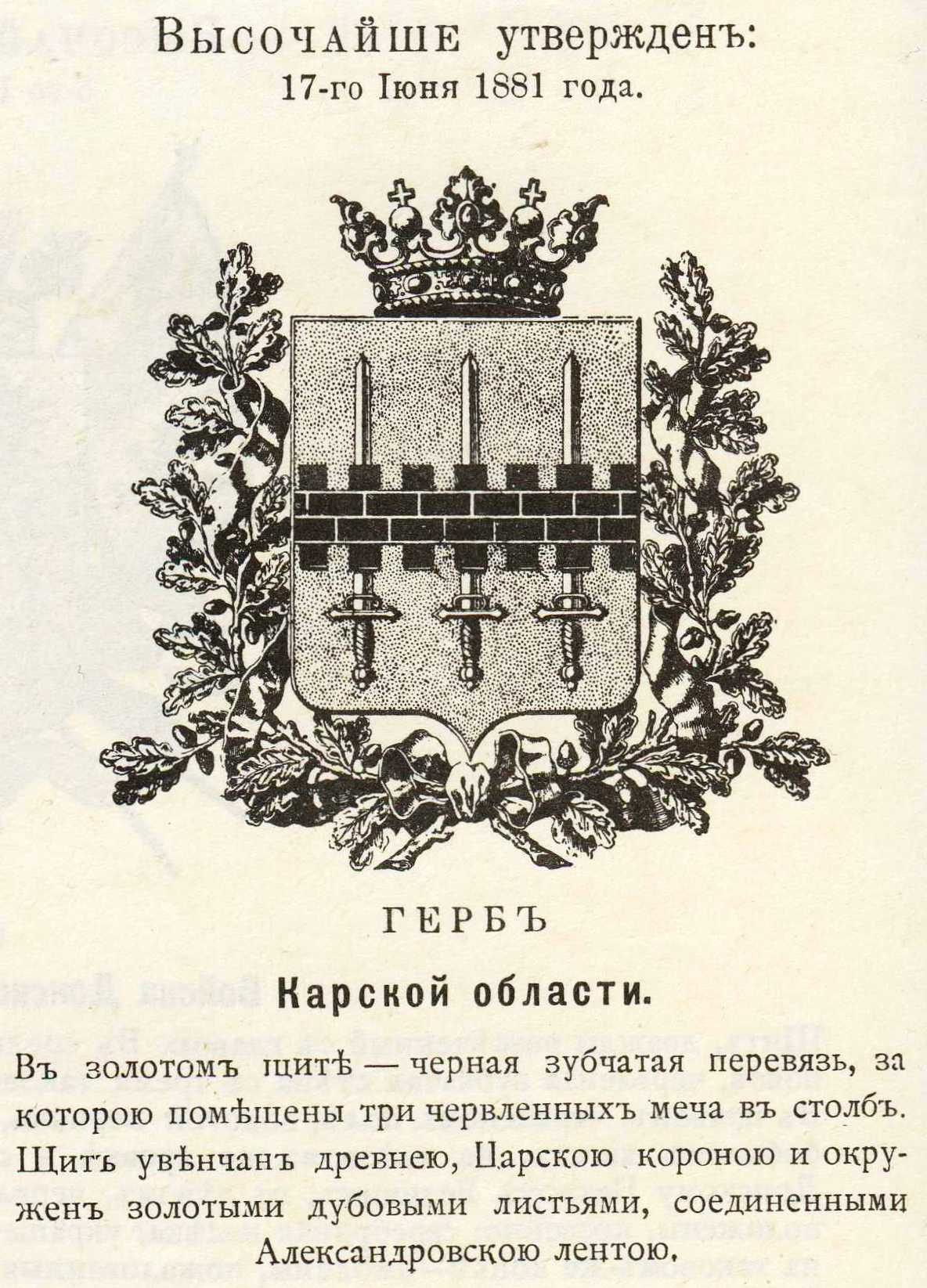
Stema oficială rusă a regiunii Kars (1881-1899).

Hartă rusă a Caucazului și a nord-estului Anatoliei, 1903

În epoca modernă termenul greci caucazieni (în greaca modernă - Έλληνες του Καυκάσου' sau mai frecvent 'Καυκάσιοι [Έλληνες]', în turca modernă 'Kafkas Rom', lit. romani estici caucazieni) sau, mai rar, greci din Transcaucaz și Asia Mică Rusă se aplică la toți grecii pontici și grecii anatolieni estici din Caucazul de nord rus, Georgia și fostele provincii caucaziene ruse din Regiunea Batumi și Regiunea Kars (așa-numita Asie Mică Rusă), aflate acum în nord-estul Turciei și Adjara. Marea majoritate a acestor comunități grecești datează de la sfârșitul epocii otomane și sunt, de obicei, definite în cercurile academice grecești ca greci pontici estici (în greaca modernă - ανατολικοι Πόντιοι, în turca modernă 'doğu Pontos Rom'), precum și greci caucazieni, în timp ce în afara discursului academic sunt numiți uneori oarecum peiorativ și incorect ca greci ruso-pontici (în greaca modernă - Ρωσο-Πόντιοι). Cu toate acestea, în termeni generali grecii caucazieni sunt descriși ca rusificați și adepți ai politicii și culturii ruse și ai unui stil de viață montan, din moment ce oriunde s-au stabilit, fie în țările din Anatolia de Est, fie în Georgia și Caucazul Mic, au preferat să trăiască în zonele montane și mai ales pe platourile înalte. În termeni generali, se poate spune că legătura grecilor caucazieni cu Caucazul de Sud este o consecință directă a prezenței acolo a unor platouri înalte ce erau folosite de grecii pontici ca un refugiu natural și loc de întâlnire ori de câte ori nord-estul Anatoliei a fost cucerit de turcii musulmani în perioadele selgiucizilor și otomanilor.